# Nastro d'argento alla migliore attrice esordiente
Il Nastro d'argento alla migliore attrice esordiente è stato un riconoscimento cinematografico italiano assegnato dal Sindacato Nazionale Giornalisti Cinematografici Italiani.
Venne assegnato per la prima volta nel 1972 e fu un premio ricorrente a cavallo degli anni settanta e ottanta. Come il suo equivalente maschile, non è stato più assegnato dopo il 1986, anche se la sua funzione è stata in qualche modo ripresa dal Premio Guglielmo Biraghi.

## Albo d'oro
I vincitori sono indicati in grassetto, a seguire gli altri candidati.

### Anni settanta
- 1972: Rosanna Fratello - Sacco e Vanzetti
- 1974: Lina Polito - Film d'amore e d'anarchia - Ovvero "Stamattina alle 10 in via dei Fiori nella nota casa di tolleranza..."
- 1975: Claudia Marsani - Gruppo di famiglia in un interno
  - Loredana Savelli - La circostanza

### Anni ottanta
- 1980: Isabella Rossellini - Il prato
- 1981: Elena Fabrizi - Bianco, rosso e Verdone ex aequo Carla Fracci - La storia vera della signora delle camelie
  - Cristina Donadio - Razza selvaggia
- 1982: Marina Suma - Le occasioni di Rosa
- 1984: Lidia Broccolino - Una gita scolastica
  - Alessandra Mussolini - Il tassinaro
  - Pietra Montecorvino - "FF.SS." - Cioè: "...che mi hai portato a fare sopra a Posillipo se non mi vuoi più bene?"
- 1985: Giulia Boschi - Pianoforte
- 1986: Enrica Maria Scrivano - Interno berlinese
  - Vanessa Gravina - Colpo di fulmine